# Wilhelm von Quadt-Wykradt-Isny

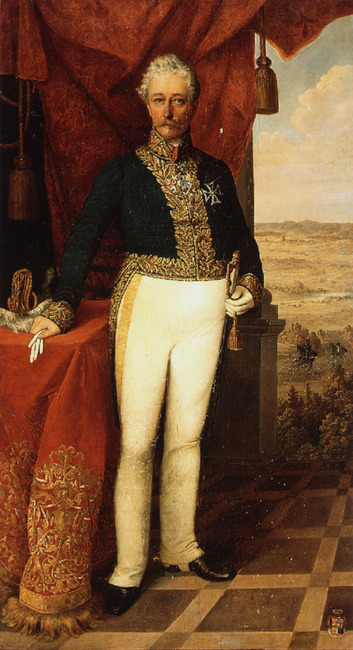
Wilhelm Graf von Quadt zu Wykradt und Isny, 1842 gemalt von Carl Martin Ebersberg

Wilhelm Otto Friedrich Albert Graf von Quadt zu Wykradt und Isny (* 21. Februar 1783 in Düsseldorf; † 2. Juli 1849 in Isny im Allgäu) war der Herr der Stadt und Herrschaft Isny und ein württembergischer Standesherr.

## Familie
Aus dem Hause Quadt stammend, war Wilhelm von Quadt-Wykradt-Isny der Sohn von Graf Otto Wilhelm von Quadt-Wykradt-Isny und dessen Ehefrau Dorothea Charlotte Freiin von Neukirchen genannt Nyvenheim (1749–1785). Er war seit 1812 mit Maria Anna Gräfin von Thurn und Valsassina (1788–1867) verheiratet. Aus der Ehe gingen vier Kinder hervor, darunter der bayerische Reichsrat und württembergische Standesherr Otto von Quadt-Wykradt-Isny und der Reichstagsabgeordnete Friedrich von Quadt-Wykradt-Isny (1818–1892).

## Leben
Wilhelm war ein Gutsbesitzer in Schwaben, Württemberg und Oberbayern. Er war der Herr der Stadt und Herrschaft Isny im Oberamt Wangen, Erbdrost und Erbhofmeister des Fürstentums Geldern und der Grafschaft Zütphen. Außerdem war er königlich württembergischer Kammerherr. In dieser Funktion gehörte er seit 1816 bis zum Jahre 1848 auch den Ständeversammlungen und später der Ersten Kammer der Württembergischen Landstände an. Er war Inhaber der kleinen württembergischen Adelsdekoration und seit 1834 Träger des Kommenturkreuzes des Ordens der Württembergischen Krone.